# Mahmood Mamdani
Mahmood Mamdani (né le 23 avril 1946) est un enseignant-chercheur en sciences politiques ougandais, spécialisé dans l'étude du colonialisme et du post-colonialisme. Il est actuellement recteur de l'université internationale de Kampala (en), en Ouganda. Il a été directeur du Makerere Institute of Social Research (MISR) de 2010 à février 2022, et est le Herbert Lehman Professor of Government à la School of International and Public Affairs de l'université de Columbia et professeur d'anthropologie, de sciences politiques et d'études africaines à l'université de Columbia. 

## Biographie
Né à Bombay dans une famille d'origine indienne installée en Afrique de l'Est depuis deux générations, il grandit à Dar es Salam, puis à Kampala. En 1963, il reçoit une bourse pour aller étudier aux États-Unis ; il suit une formation en sciences politiques à l'université de Pittsburgh et participe au mouvement des droits civiques. 
Il retourne en Ouganda début 1972 pour enseigner à l'université Makerere et mener des recherches en vue de sa thèse de doctorat (Politics and Class Formation in Uganda, qu'il soutient en 1974 à l'université Harvard). Il en est expulsé à la fin de l'année par Idi Amin Dada en raison de son origine ethnique. Il se réfugie quelques mois au Royaume-Uni, avant de rejoindre la Tanzanie ; il enseigne à l'université de Dar es Salam. Il rentre en Ouganda à la chute d'Idi Amin Dada (1979) et mène des recherches sur la politique étrangère menée par ce dernier (publiée dans un ouvrage intitulé Imperialism and Fascism in Uganda). 
Il se montre très critique vis-à-vis du nouveau régime ougandais, qui lui retire sa nationalité en 1984, pendant qu'il participe à une conférence à Dakar. Mamdani retourne alors à Dar es Salaam ; il enseigne à l'université du Michigan à Ann Arbor au cours du semestre de printemps de 1986. En juin 1986, le régime de Milton Obote tombe et il peut à nouveau retourner en Ouganda. Il fonde le Centre pour la recherche fondamentale (Center for Basic Research, CBR), la première institution de recherche non-étatique en Ouganda, et le dirige de 1987 à 2006. Il épouse la productrice-réalisatrice de cinéma indienne Mira Nair en 1991. 
Il préside le Conseil pour le développement de la recherche en sciences sociales en Afrique (CODESRIA) de 1998 à 2002. Il dirige également l'Institut d'études africaines (Institute of African Studies) de l'université Columbia de 1999 à 2004. 
En 2008, Mahmood Mahmdani figure au 9e rang dans le classement « Top 100 Public Intellectuals Poll » établi par les revues Prospect et Foreign Affairs.

## Ouvrages
- Uganda Studies in Labour (Codesria Book Series)
- Scholars in the Marketplace. The Dilemmas of Neo-Liberal Reform at Makerere University, 1989–2005
- From Citizen to Refugee: Uganda Asians Come to Britain
- Academic Freedom in Africa
- Studies in Labor Markets (National Bureau of Economic Research Universities-National Bureau Conference Service)
- The Myth of Population Control: Family, Caste and Class in an Indian Village, 1972
- Politics and Class Formation in Uganda, 1976
- Imperialism and Fascism in Uganda, 1983
- African Studies in Social Movements and Democracy (Actes-Sud Papiers)
- Beyond Rights Talk and Culture Talk: Comparative Essays on the Politics of Rights and Culture
- Citizen and Subject: Contemporary Africa and the Legacy of Late Colonialism, Princeton University Press, Princeton, 1996,  (ISBN 0-691-01107-9)
  - Citoyen et sujet : l'Afrique contemporaine et l'héritage du colonialisme tardif, tr. Jean Copans, Karthala, 2004
- When Victims Become Killers: Colonialism, nativism, and the genocide in Rwanda, Princeton University Press, Princeton, 2002,  (ISBN 0-691-05821-0)
- Good Muslim, Bad Muslim: America, the Cold War, and the Roots of Terror, Pantheon, New York, 2004,  (ISBN 0-375-42285-4)
- Saviors and Survivors: Darfur, Politics, and the War on Terror, Pantheon, New York, 2009,  (ISBN 978-0-307-37723-4)